# 羅赫略·邁塔
羅赫略·迈塔（Rogelio Mayta Mayta，1971年9月16日—）是玻利维亚律师和政治人物， 後來擔任2003年玻利维亚天然气冲突受害者的辩护律师。48岁时进入玻利维亚政界，自2020年11月9日起担任卢乔·阿尔塞政府的外交部长。